# Edoardo Mangiarotti
Edoardo Mangiarotti (Renate, 1919. április 7. – Milánó, 2012. május 25.) hatszoros olimpiai és tizenháromszoros világbajnok olasz tőr- és párbajtőrvívó. Apja Giuseppe Mangiarotti olimpikon párbajtőrvívó, bátyja Dario Mangiarotti olimpiai és világbajnok párbajtőrvívó, öccse Mario Mangiarotti világbajnoki ezüstérmes párbajtőrvívó, lánya Carola Mangiarotti olimpikon tőrvívónő.
Az érmek számát tekintve 13 olimpiai érmével a legeredményesebb olimpikon vívó, az aranyérmek számát tekintve is csak a magyar Gerevich Aladár előzi meg 7 olimpiai elsőséggel.